# ماي إدوارد تشين
ماي إدوارد تشين (بالإنجليزية: May Edward Chinn)‏ (15 أبريل 1896 - 1 ديسمبر 1980)، طبيبة أمريكية من أصل أفريقي. كانت أول امرأة أمريكية أفريقية تتخرج من كلية طب بلفيو، التي أصبحت الآن مدرسة طب جامعة نيويورك، وأول امرأة أمريكية أفريقية تتدرب في مستشفى هارلم. قدمت ماي تشين في عيادتها الخاصة الرعاية للمرضى السود الذين لا يتلقون العلاج في مراكز البيض. كانت أيضًا داعية قوية للفحص المبكر للسرطان.

## النشأة والتعليم
ولدت تشين في غريت بارينغتون بولاية ماساتشوستس، ونشأت في مدينة نيويورك. وُلد والدها، وليم لافاييت تشين، كعبد سنة 1852 في ماناساس بولاية فرجينيا. نجا من العبودية وهو في الحادية عشر من عمره. وُلدت والدتها، لولا آن إيفانز، سنة 1876 في نورفولك بولاية فرجينيا. والدتها من الأمريكيين الأفارقة المتحدرين من هنود التشيكاهوميني، وهي قبيلة صغيرة ضمن قبيلة ألغونكوين الكبيرة. عملت لولا آن إيفانز مدبرة منزل في ملكية تشارلز إي. تيفاني، وهو صائغ مجوهرات يعيش في إيرفينغتون، نيويورك. ادخرت لولا آن من دخلها ما يكفي لإرسال ابنتها إلى مدرسة بوردتاون للصناعة اليدوية والتدريب، وهي مدرسة داخلية في نيوجيرسي. بعد الإصابة بالتهاب العظم والنقي، عادت تشين إلى نيويورك لإجراء عملية جراحية. أثناء العيش مع عائلة تيفاني البيضاء، آلفت تشين على الموسيقى الكلاسيكية وتعلمت الألمانية والفرنسية. بعد بيع ملكية عائلة تيفاني بسبب وفاة تشارلز تيفاني، عادت تشين ووالدتها إلى مدينة نيويورك حيث استأنفت دراستها في مدرسة عامة وتلقت دروسًا في العزف على البيانو.
على الرغم من عدم إنهاء دراستها الثانوية بسبب الفقر، خاضت تشين امتحان القبول في كلية المعلمين في كولومبيا، وجرى قبولها في عام 1917. درست تشين الموسيقى في البداية لكنها غيرت تخصصها إلى العلوم بعد أن تواصلت مع أستاذ موسيقى عنصرية وحصلت على المديح عن بحثها العلمي. تعرّف جين برودهرست، أستاذ البكتيريا في الكلية، على كفاءتها العلمية. في سنتها الجامعية الأخيرة، عملت تشين في مختبر علم الأمراض السريري كتقني مختبرات. تخرجت من كلية المعلمين في كولومبيا في عام 1921 وواصلت العمل في المختبر. غير أن حب تشين للموسيقى لم يمت قط، فقد واصلت تدريس البيانو للأطفال الأصغر سنًا وعملت كمرافقة لبول روبسون لمدة أربع سنوات في عشرينيات القرن العشرين.
كانت ماي تشين عضوًا نشطًا في المنظمة النسائية دلتا سيغما سيتا. في فبراير 1921، كانت تشين من بين أول مجموعة من النساء اللاتي بدأن العمل في فرع ألفا بيتا التابع للنادي النسائي، وذلك إلى جانب إيسلاندا غود روبينسون.

## الحياة المهنية
في سنة 1944، قامت عيادة سترانغ بتعيين تشين لإجراء أبحاث عن السرطان، وبقيت هناك طوال السنوات الـ29 التالية. دعتها جمعية دراسة الأورام الجراحية لتصبح عضوًا في الاتحاد، وفي سنة 1975 أسست جمعية لتشجيع النساء الأمريكيات الأفارقة على الالتحاق بكلية الطب. احتفظت بعيادتها الخاصة حتى بلغت من العمر 81 عامًا. أثناء حضورها لحفل استقبال في جامعة كولومبيا تكريمًا لأحد أصدقائها، أصابها ضعف شديد وتُوفيت في 1 ديسمبر 1980 عن عمر 84 سنة.